# Гангни
Гангни (бенг. গাংনি, англ. Gangni) — город на западе Бангладеш, административный центр одноимённого подокруга. Площадь города равна 22,86 км². По данным переписи 2001 года, в городе проживало 19 126 человек, из которых мужчины составляли 51,48 %, женщины — соответственно 48,95 %. Уровень грамотности населения составлял 28,8 % (при среднем по Бангладеш показателе 43,1 %). 